# Gunilla Levén
Gunilla Levén, född 2 februari 1957 i Stora Levene, är en moderat politiker bosatt i Vara.
Levén är regionråd i Västra Götalandsregionen sedan valet 2006. Hon har tidigare varit kommunpolitiker i Vara kommun. Som regionråd ansvarar hon för regionala utvecklingsfrågor och personalfrågor.   